# Klášter augustiniánů kanovníků (Fulnek)
Klášter augustiniánů kanovníků ve Fulneku byl založen roku 1389, zrušen pak císařem Josefem II. v roce 1784, po 396 letech existence.

## Dějiny kláštera
Dne 29. září 1389(in die sancti Michaelis archangeli) zakládá v Moravském Krumlově (Chrumpnaw) Beneš z Kravař, pán na Krumlově, mistr komory římského krále Václava IV. (Benessius de Crawar dominus in Chrumpnaw Romanorum regis camere magister) augustiniánský klášter ve Fulneku (Fulnek), daruje mu vsi Děrné (Tirnaviam) a Jílovec (Gylowecz) s rozličným příslušenstvím, solné lávky ve Fulneku, sad naproti klášteru, les u Děrného i se včelami v něm, kapli na hradě Fulneku a další – nic z toho nesmějí prodati, ale mohou užívati jen na dobré kláštera a chudých lidí a k opravě budov; ustanovuje rovněž jeho povinnosti. Při něm zřizuje také školu a nakazuje konventu živit jejího rektora. Beneš z Kravař si pro sebe a pro své potomky vyhrazuje, jak vyplývá ze zakládací listin, právo opravní a fundátorské. Klášter zřizuje na spásu duše své, své manželky, rodičů a všech dědiců, ke cti Spasitele a Nejsvětější Trojice. Zakladatel si vymiňuje, aby zaň až zemře byly řeholníky slouženy každý měsíc tři zádušní mše.
Zakládací listinu stvrdil dne 16. října 1389 (in die sancti Galli confessoris) na Mírově (Meraw) také Mikuláš z Rýzmburka, biskup olomoucký (Nicolaus episcopus Olomucensis), jenž rovněž povolil, aby klášteru připadl i farní kostel ve Fulneku, který se tím stal kostelem kapitulním. Kanovníci se mají ve způsobu života i řeholní kázně (sui ordinis observantia regulari) a mravech shodovati s těmi šternberskými. Klášter byl původně ustanoven pro probošta a devět kanovníků řádu. 10. listopadu roku 1391 však bratr zakladatele, Lacek z Kravař, a jeho nejstarší syn Jan darem vesnic Bílova a Staré Vsi se všemi platy a výtěžky rozmnožili nadání kláštera tak, aby se počet řeholních kanovníků tam žijících mohl zvýšiti o čtyři, vymiňují si ale každodenní sloužení mše svaté o Panně Marii v klášterním chrámě.
Dne 28. dubna 1397 uzavřel klášter bratrství (confraternitas) s augustiniány v Lanškrouně. Rok nato, 13. prosince 1398, také s panenským klášterem v Pustiměři.
Roku 1434 přestali Kravařové býti pány na Fulneku, na zámku zasedli držitelé nekatoličtí, kteří si osobovali rovněž právo opravní a fundátorské, čímž docházelo k četným zmatkům a klášter tím dosti trpěl. Později se však právo vrátilo opět ke Kravařům, po nichž jej, když přímá linie roku 1466 vymřela, převzali jejich katoličtí příbuzní Tvorkovští z Kravař.
Klášter i s městem nejprve příslušel ke knížectví opavskému, doloženo je to ale kvůli shoření opavských zemských knih během požáru teprve roku 1433. Jan ze Žerotína, pán na Fulneku, však roku 1486 na základě listu, vydaného mu syny krále Jiřího z Poděbrad, opravňujícího jej vybrat si sám správní příslušnost, vložil fulnecké panství, tedy i klášter a klášterní vsi, Jerlochovice, Děrné, Starou Ves, Jílovec, Bílov a Pustějov, k zemským právům olomouckým, tedy k Moravě. Roku 1502 byly ovšem klášterní vesnice z olomouckých zemských desk vymazány a vloženy opět do desk knížectví opavského. Když roku 1512 klášter koupil ves Lukavec s pustou véskou Požahou, zavázal se, že je chce zachovati v knížectví opavském. Klášter pak tedy sídlil v Moravském markrabství, statky však měl v knížectví. Tato skutečnost dosti stěžovala právní postavení konventu.
Celá léta nebylo příliš jasno ohledně práva volby probošta. Roku 1547 píše král Ferdinand olomouckému biskupovi Janovi Doubravskému, že neví, komu ve Fulneku náleží volba: „Nám-li či konventu?“ Ani později za císaře Maxmiliána II. a Rudolfa II. nebyla záležitost o mnoho jasnější, ani tito panovníci si nebyli jisti, komu právo volby patří. Náleželo však konventu a dle dohod o konfraternitě se hlasování účastnili i řeholníci bratrských klášterů.
Z doby kolem poloviny 16. století pocházejí záznamy o některých nepravostech, jichž se konvent nebyl s to vystříhati. Zjevně to bylo hlavně vlivem luterství, které se v té době, jsouc podporováno šlechtou, čím dál více šířilo po Moravě a rozkladně působilo na mravy lidu i kněžstva. Klášter se dosti zadlužoval a za proboštů Štěpána a Jana Kouce v něm zůstali již jen bratří laikové, krom probošta tam nebyli žádní řeholníci. Až v 60. letech začalo luterství ustupovat a mravy se pomalu zlepšovaly. Během těchto pro klášter nesnadných let nebýval probošt volen, ale jmenován biskupem. Ten také někdy rozhodl nejmenovat probošta, nýbrž jen administrátora.
Roku 1586 koupil fulnecké panství Jan Skrbenský z Hříště, velký odpůrce katolické víry a horlivý přívrženec Jednoty českých bratří, jemuž byl klášter trnem v oku. Jediná fara fulnecká, při níž konal služby Boží klášter a držela kazatele českého i německého, zůstala katolická, všechny své ostatní patronátní fary osadil protestantskými kněžími a poddané nutil, aby kazatelům dávali desátky, zakazoval jim účastnit se katolických pobožností a za neuposlechnutí je tvrdě trestal. Do záležitosti se vložili i opravní páni a Skrbenský byl později donucen zabrané kostely a fary vrátit pod klášterní správu.
Ani na začátku 17. století nebyl v klášteře dostatek řeholníků, sám císař Rudolf II. naléhal, aby se počet alumnů a řeholníků zvýšil.
Roku 1672 propůjčil papež Klement X. proboštům fulneckého augustiniánského kláštera právo infule. Prvním proboštem s tímto právem byl Pavel Brugmann, který měl nemalé zásluhy na vybudování nového kláštera a opravu zanedbaných klášterních dvorců. Zemřel však ještě roku 1672.
Roku 1784 byl augustiniánský klášter císařem Josefem II. zrušen, probošt Ambrosoni se stal farářem.

### Klášterní špitál Všech svatých
Roku 1407 Anežka ze Šternberka a z Lukova, vdova po Benešovi z Kravař, založila při škole klášterní nemocnici Všech svatých, spíše však chudobinec, pro staré neduživé osoby, z něhož se ještě roku 1752 zemřelí pohřbívávali na hřbitově kolem kostela.
Dne 21. května 1400 vydal papež Bonifác IX. v Římě listinu, jíž udělil duchovní milosti (odpustky tří let a tolikéž kvadragen, případně sto dní) všem, kteří v určité dny roku navštíví kostel při špitále a poskytnou pomoc k výživě jeho chudých. Nemáme o tom bližších zpráv, ale lze se domnívati, že do Fulneka přicházeli četní poutníci, aby pomohli dárky či penězi tamějším nebožákům. Roku 1477 daroval Jan starší ze Žerotína klášternímu špitálu mlýn a dva lány polí v Jerlochovicích. O zániku zařízení se odnikud nedovídáme, nevíme tedy, kdy k němu došlo.

### Zámeček Pustějov
Po roce 1747, kdy byl proboštem Kazimír Jan Barvík, byl postaven Zámeček Pustějov, jako jako letní sídlo augustiniánského probošta a správní sídlo klášterního panství.

## Soupis proboštů a administrátorů
Seznam dle zdrojů
- Barciak & Müller (2004), str. 37, 59.
- Vlčková (2007), str. 32–34.
- Wolny (1859), str. 190, 196, 197, 201, 202.
- Oppl (1928), str. 147–150.
- 1391, † 1407 — Jan (patrně první probošt)
- † 1423 — Michael (po Janovi)
- † 1438 — Vavřinec
- od 1426 — Michael II.
- 1441, † 1446 — Mikuláš (národností Němec)
- od 1447, † asi 1447 — Stanislav Augustin
- od 1448, † 1484 — Augustin
- Vavřinec II. (po Augustinovi)
- od 1498, † 1522 — Cyril (asi národností Čech, zmíněn již roku 1490)
- od 1524, † 1526 — Jan II.
- 1525 — Jan III.
- od 1535, † 1544 — Zikmund
- 1542 — Jakub (zástupce)
- od 1552, † 1553 — Hieronym (Jarolím, Jeroným)
- 1554 — Jakub z Hnojic (zvolen, ale úřad nepřijal)
- 1556–1557 — Štěpán (9. 8. 1557 uvězněn a sesazen)
- † 1559 — Jan IV. Kouc (zemřel na přelomu let 1558–59)
- od 1559 — Jiří Schimberger (zřejmě sesazen)
- od 1560, do 1564 — Tomáš (administrátor)
- od 1564/5, † 1566/8 — Řehoř Slominský (či Solnický), do roku 1565 administrátorem
- od 1566, do 1586 — Petr Littmann z Nisy
- 1587–1594 — Jan V. z Weitersfeldu
- 1594–1610 — Jan VI. Bohuslav z Velvárek
- 1612, † 1624 — Tomáš Schiller
- 1621–1636 — Jiří Ludvík Schlach z Osterdorfu
- Alexandr Ginani de Pisauro (po Jiřím Ludvíku Schlachovi, administrátor)
- 1638–1642 — Michael Benedicti
- od 1642 Alexander Ginani de Pisauro (administrátor)
- 1652–1672 — Pavel Brugmann
- 1672–1683 — Matyáš Aug. Richter (po Brugmannovi)
- 1683–1689 — Paul Augustin Irmler
- od 1689/92, do 1694 — Ignát Jan Gebl (Ignaz Johann Gebel)
- 1694–1699 — Bohumír Bernard Tham (Gottfried Bernard Tham)
- od 1699/1700, do 1710 — Augustin Schmied
- 1711–1729 — Philipp Bernard Lerch
- 1729–1745 — Franz Xaver Gold
- 1746–1747 — Philipp Franz
- 1747–1760 — Kazimír Jan Barvík (Casimir Johann Barwig)
- 1760–1778 — Kazimír Volný (Casimir Wolny)
- 1784–1790 — Dominik Ambrosoni (za něj klášter zrušen); dle jiných zdrojů Dominik Ambrosoni úřadoval v letech 1779–1792, přičemž do roku 1784 byl i proboštem kláštera